# دیوید میشد
دیوید میشُد(انگلیسی: David Michôd؛ زادهٔ ۳۰ نوامبر ۱۹۷۲) کارگردان و تهیه‌کننده اهل استرالیا است. وی از سال ۲۰۰۰ میلادی تاکنون مشغول فعالیت بوده‌است. از فیلم‌هایی که ساختهٔ او می‌توان به قلمرو حیوانات (۲۰۱۰) و ولگرد (۲۰۱۴) اشاره کرد.